# Космос-2163
Космос-2163 је један од преко 2400 совјетских вјештачких сателита лансираних у оквиру програма Космос.
Космос-2163 је лансиран са космодрома Тјуратам, Бајконур, СССР, 9. октобра 1991. Ракета-носач Сојуз је поставила сателит у орбиту око планете Земље. 